# Cluster (fisica)
In fisica, il termine cluster (aggregato, gruppo, ammasso) denota piccole particelle multiatomiche, ovvero formate da un aggregato di più atomi. Come regola generale, ogni particella compresa tra i 3 e i 3x107 atomi è considerata cluster. Anche le particelle formate da due soli atomi sono a volte considerate cluster.  Il termine può riferirsi anche all'organizzazione di protoni e neutroni all'interno dei nuclei.
La scienza dei cluster è emersa come una direzione separata di ricerca negli anni '80, sebbene le prime relazioni di specie di cluster risalgano già agli anni '40. Un obiettivo della ricerca era quello di studiare lo sviluppo graduale dei fenomeni collettivi che caratterizzano un aggregato solido di materia. Questi sono per esempio il colore di un corpo, la sua conduttività, la sua capacità di assorbire o riflettere la luce e i fenomeni magnetici come ferro-, ferri- o antiferro-magnetismo. Si tratta di tipici fenomeni collettivi che si sviluppano solo in un aggregato formato da un grande numero di atomi.
Si è constatato che i fenomeni collettivi si decompongono per i cluster di dimensioni molto piccole. Si è scoperto, ad esempio, che i piccoli cluster di un materiale ferromagnetico sono super-paramagnetici piuttosto che ferromagnetici. Il paramagnetismo non è un fenomeno collettivo, vale a dire che il ferromagnetismo del macrostato non si conserva quando perviene al nanostato. La domanda che sorge è per esempio: “Quanti atomi necessitano per ottenere le proprietà collettive metalliche o magnetiche di un solido”? Subito dopo lo sviluppo delle prime fonti di cluster, nel 1980, una comunità sempre più ampia di scienziati è stata coinvolta in tale studio.
Questo sviluppo portò alla scoperta dei fullereni nel 1986 e dei nanotubi di carbonio pochi anni più tardi.
Nel campo della scienza, molto si conosce circa le proprietà della fase gassosa; tuttavia, si sa relativamente poco sulle fasi condensate (fase liquida e fase solida). Lo studio dei cluster tenta di colmare questa lacuna cognitiva tramite il raggruppamento (clustering ) di atomi e studiandone le loro caratteristiche. Se gli atomi sono stati raggruppati (clustered) insieme, alla fine si potrebbe ottenere un liquido o un solido.
Dallo studio degli aggregati (cluster) atomici e molecolari trae vantaggio anche il settore in via di sviluppo della nanotecnologia. Se i nuovi materiali sono fatti di particelle su scala nanometrica, come i nanocatalizzatori e i computer quantistici, le proprietà delle particelle (cluster) su scala nanometrica devono prima essere comprese.